# 張漢東 (1960年)
張漢東（1960年2月8日—），台灣政治人物，台灣宜蘭縣員山鄉人，民主進步黨籍。曾任宜蘭縣議會議員。台灣中油陳金德董事長祕書，陳金德卸任後，透過約聘制度轉任油品行銷事業部，地方善心人士。
現任宜蘭縣小英之友會員山分會會長。民進黨在宜蘭縣溪北地區的地方人士。

## 外部連結
- 宜蘭縣議會 （页面存档备份，存于）